# Vecsey Károly (református lelkész)
Vecsei, mihályházi és somló-aljai Vecsey Károly (Kocs, 1800. március 24.–Tata, 1865. október 13.), tatai református lelkész és egyházkerületi tanácsbíró.

## Élete
A dunántúli református vallású nemesi származású somló-aljai Vecsey család sarja. Apja Vecsey Miklós (1753–1820), Kocs református lelkésze 27 évig, anyja Soós Julianna. Tanult a debreceni kollégiumban és három évig tanító volt Fülöpszálláson; ezután a bécsi protestáns teológiai intézetet látogatta, honnét egy év múlva hazatért atyja mellé. Tóth Pápai József hadi lelkész hívta meg maga mellé segédlelkésznek. 1827-ben a tatai református egyház választotta meg rendes lelkészének; ezt a tisztséget haláláig 1865-ig töltötte be. Református lelkészként fontos szerepet is töltött be Tatán az 1848-as szabadságharc alatt. Vecsey Károly 30 éves lelkipásztorkodása idején megépült a tatai református templom orgonája, az Úrasztala és a keresztelő medence is.

## Házassága és leszármazottjai
Feleségül vette a szintén református nemesi származású Tóth-Pápay Ágnes (Ács, 1807. november 28. –Tata, 1880. június 6.) kisasszonyt, akinek a szülei nemes Tóth-Pápay Pál (1783-1856), ácsi református lelkész, esperes, és Erős Mária (1774–1810) voltak. Vecsey Károly és Tóthy-Pápay Ágnes frigyéből született:
- Vecsey Sándor (Tata, 1828. március 10. – Budapest, 1888. április 18.), királyi táblai bíró, magyar költő. Neje: Pirényi Hermina.
- Vecsey Miklós (Tata, 1830. május 30.–Komárom, 1849. augusztus 29.), 1848-as főhadnagy. Nőtlen.
- Vecsey Dénes (Tata, 1833. június 18.–Tata, 1833. augusztus 19.)
- Vecsey Károly (Tata, 1835. június 4.–Tata, 1836. szeptember 13.)
- dr. Vecsey Gyula (Tata, 1837. december 14.–Budapest, 1912. december 1.), a gödöllői császári és királyi palota-orvos, Pest-Pilis-Solt-Kiskun vármegye tiszteletbeli főorvosa. Neje: persai Persay Vilma (Áporka, 1853. augusztus 17. – Budapest, 1915. szeptember 25.).

## Munkái
Halotti beszédek, melyeket néhai Patkó Lídia asszony Hamary Dániel urnak tatai ref. egyház gondnokának kedves neje fölött mondott. Komárom, 1858. (Mások gyászbeszédeivel együtt.)